# Ketanji Brown Jackson
Ketanji Brown Jackson (født 14. september 1970 i Washington, D.C.) er en amerikansk dommer i USA's højesteret og tidligere dommer ved United States Court of Appeals for the District of Columbia Circuit fra 2021–2022. Hun blev udpeget af USA's 46. præsident, Joe Biden, efter at Stephen Breyer meddelte, at han trækker sig tilbage i 2022, hvorefter Ketanji Brown Jackson blev bekræftet af Senatet den 7. april 2022.